# Paralopheremaeus
Paralopheremaeus är ett släkte av kvalster. Paralopheremaeus ingår i familjen Plateremaeidae.
Kladogram enligt Catalogue of Life:
| Paralopheremaeus | \| \| Paralopheremaeus hispanicus \| \| \| \| \| \| Paralopheremaeus legendrei \| \| \| \| |
|                  | \| \| Paralopheremaeus hispanicus \| \| \| \| \| \| Paralopheremaeus legendrei \| \| \| \| |
|                  | Allodamaeus                                                                                |
|                  |                                                                                            |
|                  | Balogheremaeus                                                                             |
|                  |                                                                                            |
|                  | Calipteremaeus                                                                             |
|                  |                                                                                            |
|                  | Lopheremaeus                                                                               |
|                  |                                                                                            |
|                  | Pedrocortesia                                                                              |
|                  |                                                                                            |
|                  | Plateremaeus                                                                               |
|                  |                                                                                            |
|                  | Paralopheremaeus hispanicus                                                                |
|                  |                                                                                            |
|                  | Paralopheremaeus legendrei                                                                 |
|                  |                                                                                            |

|  | Paralopheremaeus hispanicus |
|  |                             |
|  | Paralopheremaeus legendrei  |
|  |                             |